# دبليو. د. تشادويك
دبليو. د. تشادويك (بالإنجليزية: W. D. Chadwick)‏ هو مدرب كرة سلة أمريكي، ولد في 20 ديسمبر 1883 في أوهايو في الولايات المتحدة، وتوفي في 5 يونيو 1934 بسبب حادث مرور.